# Freshly-Picked Tingle's Rosy Rupeeland
Freshly-Picked Tingle's Rosy Rupeeland (もぎたてチンクルのばら色ルッピーランド?, Mogitate Chinkuru no Barairo Ruppīrando) (con il sottotitolo italiano Tingle sboccia tra le rose di Rupilandia) è un videogioco d'avventura action RPG sviluppato da Vanpool e pubblicato da Nintendo per Nintendo DS, distribuito in Giappone nel 2006 ed in Europa nel 2007.
Il protagonista del gioco è Tingle, personaggio apparso per la prima volta in The Legend of Zelda: Majora's Mask.

## Trama
Il protagonista è un uomo di 35 anni solo e nullafacente. Un giorno sente una voce misteriosa che lo convince a recarsi nella fonte vicina a casa sua, dove incontra il misterioso Zio Rupia: egli promette una vita paradisiaca in un mondo meraviglioso chiamato Rupilandia, che potrà raggiungere facendo innalzare sempre di più una torre gettando di volta in volta nella fonte stessa le rupie (cioè la valuta del gioco) che raccoglierà. Dunque, per affrontare questo viaggio, trasforma il protagonista in una specie di folletto e gli dà il nome di Tingle, facendogli dimenticare il proprio. Se dovesse rimanere senza neppure una rupia, Tingle morirà.
Man mano che Tingle innalza la torre ed esplora le varie terre sconfiggendone nemici e boss, diventa sempre più chiaro come Zio Rupia sia mosso da un intento puramente avido ed egoistico, si stia appropriando di tutto il denaro raccolto da Tingle e voglia avere il dominio totale su Rupilandia. Dopo che Tingle ha completato l'ultimo obiettivo, Zio Rupia, ormai completamente assuefatto dal potere delle rupie e furioso per il fatto che Tingle non voglia più consegnargliele, ingaggia uno scontro contro di lui.
Dopo aver sconfitto Zio Rupia i finali possibili sono due, e dipendono dal fatto se Tingle abbia o meno raccolto tutti i 30 tesori di Rupilandia sparsi nei vari continenti:
- Finale negativo: Tingle recupera tutti i tesori di Rupilandia, dove inizia a vivere nel lusso e nell'ozio più sfrenati, diventando incredibilmente avido e risultando quindi non così diverso da Zio Rupia.
- Finale positivo: Tingle non recupera tutti i tesori di Rupilandia. Nel mondo torna finalmente la pace, inoltre dal cielo iniziano a piovere rupie per l'euforia degli adulti che le raccolgono.

## Personaggi principali

### Protagonisti
- Tingle. Inizialmente chiamato col suo vero nome (scelto dal giocatore), il protagonista è un uomo di 35 anni ingaggiato da Zio Rupia per racimolare rupie e far risorgere la misteriosa torre che conduce a Rupilandia. Nel corso dell'avventura incontrerà un cagnolino, Baungle, che si stabilirà a casa sua.
- Zio Rupia. Apparentemente è un amabile anziano con la testa a forma di rupia che convince Tingle a raccogliere le rupie per far innalzare la torre che porta a Rupilandia, ma in realtà vuole solamente ingannare Tingle e appropriarsi dei suoi averi. La forza delle rupie malvagie sta invadendo la terra e rompendo dell'equilibrio dietro il potere delle rupie, e tutto ciò è causato proprio da Zio Rupia, perfido araldo delle rupie malvagie: egli è in perenne ricerca di rupie per trarne potere al fine di trasformare la terra in un mondo tremendo dal nome Rupilandia, un mondo creato solo per soddisfare le proprie brame dove tutte le persone vengono trasformate in Tingle e schiavizzate, private di libertà e divertimento, e obbligate a una vita d'inferno, da incubo, trascorrendo giorni grigi a raccogliere rupie fino alla morte. Per fare ciò, Zio Rupia imbroglia le persone facendo breccia nelle loro debolezze. Nella battaglia finale contro Tingle assume tre forme: L'ultimo boss "Zio Rupia", Lo zio palestrato "Gigante Rupia", e infine semplicemente Rupia.
- Pingle. La sexy assistente di Tingle, lo aiuta comunicando a distanza tramite una macchina presente nella sua casa (e dalla forma simile a un Nintendo DS) o, mentre è in giro, tramite uno speciale ricevitore chiamato Tingle Tuner. È la figlia della Fata maggiore ed è stata rapita da Zio Rupia, che l'ha privata dei suoi poteri e la obbliga a lavorare per lui. Sconfiggendo Zio Rupia, Tingle la libera dalla sua prigionia. Se invece Tingle raccoglie tutti i tesori di Rupilandia (cosa che però porta al finale negativo), nelle "Rovine dello scacco" potrà aprire un'entrata contrassegnata da un oblò luminoso che dà nella stanza dove Pingle è segregata, e lei, prima dargli l'addio, gli rivela la sua parentela con la Fata maggiore e lascia un suo clone nella sua casa per tenergli compagnia; successivamente donerà a Tingle ulteriori poteri per sconfiggere Zio Rupia.
- Fata maggiore. È la fata-sovrana del "Giardino delle fate", ed è la madre di Pingle (parentela facilmente intuibile dal fatto che hanno il volto praticamente identico). Dopo che Tingle l'aiuta a riportare il suo regno alla normalità, la Fata maggiore gli rivela la verità che si cela dietro Zio Rupia e Rupilandia.

### Boss
Dopo la sconfitta di ciascun boss, Tingle ottiene una Rupia elementale, ossia un cristallo di rupia leggendario dal potere smisurato. Una volta ottenute tutte le Rupie elementali e aver raggiunto il punto più a nord delle "Rovina dello scacco", i fatini consegneranno a Tingle la Gran rupia, simbolo supremo del potere delle rupie buone, che sarà la sua guida per trovare Zio Rupia.
- Re degli insetti "Divorarupie". È un gigantesco insetto simile a un ragno dal corpo giallo-dorato incrostato di rupie verdi, e con una grottesca testa umanoide in mezzo alla propria che rappresenta il suo punto debole. Si trova alla fine del dungeon sotto il Santuario dell'Eroe nei "Campi vicini". Sconfiggendolo, Tingle ottiene la Rupia metallica.
- Capitano Stalfos. È il capitano dei pirati-scheletri, il cui punto debole è una rupia verde in mezzo al tricorno. Si trova alla fine del dungeon su un isolotto raggiungibile dopo che Tingle salpa con i pirati dalla "Penisola del tesoro". Sconfiggendolo, Tingle ottiene la Rupia marina. Più avanti nell'avventura, per far disintegrare dei massi che bloccano l'accesso a un'area del "Monte Morte", Tingle dovrà prima aiutare i pirati a liberare il loro capitano da una maledizione.
- Vegetale mostruoso "Fiorabbia". È un'enorme pianta carnivora a tre teste (una gialla, una rossa e una viola), che con le sue promanazioni ha avvelenato la Rugiada di Vita che alimenta il germoglio del Grande Albero Deku, nella "Foresta Deku". I punti deboli sono proprio le teste. Sconfiggendolo, Tingle ottiene la Rupia arborea.
- Signore degli scarafaggi "Gran Divorarupie". È simile al Re degli insetti "Divorarupie" (forse ne è una versione "posseduta"), ma con il corpo viola e le rupie rosse, e si trova alla fine di un dungeon nell'"Acquitrino umido". Dopo essere stato sconfitto una prima volta, si trasforma in Parassita sconosciuto "Mastodonte". Sconfiggendo quest'ultimo, Tingle ottiene la Rupia terrigna.
- Creatura del fuoco "Drago Poker". È un drago dal corpo interamente fatto di fuoco, e la cui debolezza è l'aria fresca. Si trova alla fine di un dungeon nelle profondità del vulcano "Monte Morte". Sconfiggendolo, Tingle ottiene la Rupia magmatica.

## Modalità di gioco

### Valuta

Alcune rupie, la valuta dei giochi della serie di The Legend of Zelda

Il gameplay si concentra prevalentemente sul racimolare rupie, infatti il personaggio muore se il numero di rupie scende a zero. Parlare con i personaggi lungo la via costerà denaro, e a volte chiederanno una somma alta per rivelare informazioni; altre volte invece sarà Tingle a poter chiedere una somma come ricompensa per aver portato a termine delle richieste.

### Combattimenti
Differenti dagli altri giochi della serie di The Legend of Zelda, in questo i combattimenti iniziano quando il protagonista si scontra un nemico presente sul campo, col quale comincerà ad azzuffarsi creando un polverone. Per aiutare Tingle, che perderà gradualmente delle rupie durante lo scontro, il giocatore deve picchiettare con lo stilo sul polverone.
Dopo la lotta i mostri lasciano cadere varie cose, il cui numero però varia in base a come Tingle combatte: il trucco è coinvolgere molti mostri nel polverone in una volta sola. Se Tingle coinvolge nel polverone solo un avversario cade soltanto un oggetto, ma ne combatte molti insieme cadono più rupie e oggetti; più mostri sono coinvolti nella lotta, maggiore sarà il danno subìto, ma d'altra parte sarà più facile ottenere degli oggetti. Questi ultimi possono essere semplicemente venduti, oppure usati come ingredienti per preparare ed (eventualmente) vendere delle ricette che Tingle apprenderà durante il gioco.

### Mercenari
Da un certo punto in poi, Tingle potrà arruolare un mercenario su un totale di 27 disponibili, a seconda del progresso raggiunto nell'avventura, in taverne chiamate "Saloni dei mercenari". Sono disponibili 9 tipi fissi di mercenari con un determinato sprite, che però cambia colore in ogni continente, oltre a una ricombinazione anche del carattere (passivo, assertivo o aggressivo) che determina la loro iniziativa nei combattimenti. Prima di contrattare con un mercenario, bisogna pagare una commissione. I mercenari hanno capacità particolari oltre al saper lottare (più sono grandi, più sono forti, ma anche costosi): i piccoli possono entrare nei fori (come quelli ottenuti facendo scoppiare delle bombe sulle crepe di alcuni muri), i grandi possono rimuovere pesanti massi, mentre i medi sono in grado di sbloccare le porte.
Quando Tingle combatte con loro nello stesso polverone, i mercenari lo proteggono assorbendo in parte il danno che subisce. È più vantaggioso se Tingle e il mercenario combattono nello stesso polverone che in due singoli polveroni distinti, perché più sono i mostri sconfitti in una lotta sola, meglio è. Se nella lotta il giocatore tocca il polverone, sia Tingle che il mercenario ci metteranno più impegno, cioè la forza di attacco aumenta.
I mercenari sono compagni fidati, ma non staranno con Tingle per sempre: infatti quando i loro cuori si esauriscono, il contratto termina. Quando un mercenario perde energia, può essere guarito con le pozioni curative, cosa che invece non può essere fatta quando stramazza a terra, perché in questo caso tornerà in forma solo se sarà nuovamente pagato.
Se il mercenario è senza forze ma Tingle va in altri luoghi, il mercenario resta dov'è. Quando Tingle usa il palloncino, dà un addio temporaneo al suo mercenario, ma il contratto prosegue, perciò quando torna indietro, con il palloncino o a piedi, il mercenario lo attenderà lì; per di più, il mercenario lo aspetterà in ogni terra del continente dell'addio. Se però Tingle fa un nuovo contratto mentre il suo mercenario è ancora a terra, quest'ultimo se ne andrà via subito; inoltre, se lascia a terra un mercenario e se ne va a esplorare un altro continente, il mercenario non sarà più lì ad aspettarlo. I mercenari però non se la prendono e non faranno pagare di più il prossimo contratto.
Tingle potrà inoltre usufruire di due mercenari speciali, detti "mercenari erranti": il primo è Yamori, un ninja individuabile da dei foglietti svolazzanti attaccati a delle pareti, e che dopo essere stato scoperto per cinque volte offrirà i suoi servizi al protagonista; il secondo è Tede Todo (incontrato per la prima volta nel Santuario dell'Eroe e poi nell'"Acquitrino umido"), il quale diventerà errante dopo aver ingerito la prodigiosa "Crisalide d'insetto". Come spiega quest'ultimo, anche se qualcuno cerca i mercenari erranti non può sapere quando li troverà: costano parecchio e si può contrattare con loro solo una volta per incontro, non bevono pozioni curative anche se perdono le forze e rifiutano altri contratti; tuttavia, sono molto più forti di qualunque mercenario da Salone, e se Tingle tocca ripetutamente il polverone devastano tutto con mosse speciali.
In un'occasione invece sarà Tingle a fare da mercenario quando dovrà scortare attraverso la "Foresta Deku" l'anziano Tarjan, l'eroe della giungla (che è il padre adottivo della ragazzina che ha insegnato a Tingle a lottare, in realtà figlia del bottegaio della città e di una donna che è morta nella foresta dove era andata con la figlia neonata dopo aver discusso col marito).

### Mappe, dungeon e livelli della torre
Come nei precedenti giochi in cui appare, Tingle si cimenterà nel disegnare mappe che potrà acquistare da un personaggio calvo incontrato poco dopo essere entrato in una nuova zona. Se Tingle trova un elemento non segnalato sulla mappa, potrà cerchiarlo in modo da farlo apparire in essa. Tingle potrà mostrare i nuovi elementi a un'anziana cartografa che lo pagherà per ogni nuova scoperta; una volta completata una mappa, tuttavia, il giocatore ne perde la proprietà fino a quando non la riacquista dalla donna.
Il gioco contiene (oltre a "Campi vicini", la città portuale dove vive Tingle e in cui inizia l'avventura) 10 isole differenti, ognuna con il suo dungeon e una missione centrale da portare a termine, oltre a svariate missioni secondarie. Ogni isola può essere sbloccata accumulando nella fonte un certo numero di rupie, facendo crescere la torre di conseguenza.
| Livello | Altezza      | Rupie totali | Luoghi sbloccati    | Luoghi sbloccati |
| ------- | ------------ | ------------ | ------------------- | ---------------- |
| 01      | 3 metri      | 650          | Costa vivace        | Prime terre      |
| 02      | 12 metri     | 1 650        | Penisola del tesoro | Prime terre      |
| 03      | 60 metri     | 5 650        | Prateria Lon Lon    | Prime terre      |
| 04      | 120 metri    | 11 650       | Foresta Deku        | Prime terre      |
|         |              |              |                     |                  |
| 05      | 600 metri    | 29 650       | Palude funesta      | Isole di mezzo   |
| 06      | 1 200 metri  | 56 650       | Acquitrino umido    | Isole di mezzo   |
| 07      | 6 000 metri  | 110 650      | Piane gelate        | Isole di mezzo   |
|         |              |              |                     |                  |
| 08      | 12 000 metri | 185 650      | Monte Morte         | Terre tremende   |
| 09      | 24 000 metri | 307 150      | Giardino delle fate | Terre tremende   |
| 10      | 60 000 metri | 489 400      | Rovine dello scacco | Terre tremende   |

## Accoglienza
| Testata        | Giudizio  |
| -------------- | --------- |
| Eurogamer      | 7 su 10   |
| Everyeye.it    | 8 su 10   |
| IGN            | 7 su 10   |
| Multiplayer.it | 7,3 su 10 |
| Nintendo Life  | 7 su 10   |
| SpazioGames.it | 7,3 su 10 |

(Roberto Ingrosso, Everyeye.it, 4 ottobre 2007)
(Fabio Palmisano, Multiplayer.it, 10 ottobre 2007)